# بلاسيدو ميكو أبوجو
بلاسيدو ميكو أبوجو (من مواليد 11 يوليو 1963) سياسي من غينيا الاستوائية. شغل منصب الأمين العام لحزب التقارب من أجل الديمقراطية الاجتماعية، وهو حزب سياسي معارض في غينيا الاستوائية منذ عام 1994.
كان أبوجو عضوًا مؤسسًا لـ حزب التقارب وكان أمينًا للإدارة والمالية للجنة التنفيذية المؤقتة للحزب خلال أوائل التسعينيات. تم القبض عليه بعد أن تم اعتراض نسخ من جريدة الحزب التي أراد هو وسلستينو بونيفاسيو باكالي إرسالها إلى إسبانيا، وتم اعتراضها في مطار مالابو في فبراير 1992. وسُجن لمدة أربعة أشهر وزُعم أنه تعرض للتعذيب.
في ديسمبر 1994 في المؤتمر التأسيسي للحزب الذي عقد في باتا، تم اختيار أبوجو أمينًا عامًا. أعيد انتخابه لهذا المنصب في المؤتمر الوطني الثاني للحزب في فبراير 2001 وفي المؤتمر الوطني الثالث (28-30 يناير 2005).
كان بلاسيدو ميكو أبوجو هو المرشح الوحيد للحزب الذي فاز بمقعد في مجلس نواب الشعب في الانتخابات البرلمانية لعام 1999. تم القبض عليه في مايو 2002 ووضع تحت الإقامة الجبرية، واتُهم بالعلاقة مع مؤامرة انقلاب عام 1997. في يونيو 2002 حُكم عليه بالسجن لمدة 14 عامًا وثمانية أشهر، عفا عنه الرئيس تيودورو أوبيانج نغويما مباسوجو في أغسطس 2003.
في انتخابات أبريل 2004 البرلمانية أعيد انتخاب ميكو أبوجو في مجلس نواب الشعب كمرشح للحزب في مالابو، كان أحد اثنين من مرشحي للفوز بمقاعد. أعيد انتخابه مرة أخرى في الانتخابات البرلمانية في مايو 2008، لكنه ترك الممثل الوحيد للمعارضة في مجلس نواب الشعب المؤلف من 100 مقعد.
وفي مقابلة مع صحيفة الباييس الإسبانية نُشرت في 11 يوليو 2008، انتقد بشدة الوضع السياسي في غينيا الاستوائية، قائلاً إن «المعارضة ليس لها وجود سياسي. ولا توجد نقابات أو جمعيات مهنية. ولا توجد وسائل إعلام. التي تفلت من سيطرة الحكومة»، وأدان الانتخابات البرلمانية التي أجريت في مايو ووصفها بأنها«عنيفة ومُتلاعب بها». واتهم الولايات المتحدة بالتواطؤ في حكم الرئيس أوبيانغ من أجل مصالحها النفطية.
في 16 أكتوبر 2009 أُعلن أن الانتخابات الرئاسية المقبلة ستُجرى في 29 نوفمبر 2009، أي قبل الموعد المتوقع. وسرعان ما شجب ميكو أبوجو هذه الخطوة بحجة أنه «مع هذا الوقت الضئيل، سيكون من المستحيل تنظيم حملة سياسية بشكل صحيح في بلد يفتقر إلى كل شيء». على الرغم من انتقاداته، ترشح للانتخابات.